# Masakatsu Sawa
Masakatsu Sawa (澤昌克?, Sawa Masakatsu; Moriya, 12 gennaio 1983) è un ex calciatrice giapponese, di ruolo centrocampista.